# Parti républicain socialiste indépendant
Le Parti républicain socialiste indépendant (PRSI) est un ancien parti politique sénégalais.

## Histoire
Le parti est fondé par Blaise Diagne en 1919.
Lors des élections municipales de décembre 1919, les listes multi-ethniques du PRSI l'emportent dans quatre communes.